# Vogüé
Vogüé – miejscowość i gmina we Francji, w regionie Owernia-Rodan-Alpy, w departamencie Ardèche.
Według danych na rok 1990 gminę zamieszkiwało 631 osób, a gęstość zaludnienia wynosiła 54 osoby/km² (wśród 2880 gmin regionu Rodan-Alpy Vogüé plasuje się na 1038. miejscu pod względem liczby ludności, natomiast pod względem powierzchni na miejscu 996.).

## Populacja

Populacja Vogüé w latach 1962–2008